# Лебедєв Володимир Семенович
Володимир Семенович Лебедєв (31 травня 1915,  тепер Російська Федерація — 12 січня 1966, місто Москва, тепер Російська Федерація) — радянський партійний діяч, журналіст, помічник 1-го секретаря ЦК КПРС Микити Хрущова.

## Життєпис
Народився в родині службовця. Закінчив семирічну школу в Амурській області та переїхав до Москви, де у 1933 році закінчив школу фабрично-заводського учнівства при заводі «Серп і Молот». У 1931 році вступив до комсомолу.
У 1933—1934 роках — електромонтер І дистанції тяги Північної залазниці в Москві. З січня 1934 року працював інструктором в політвідділі 1-го відділу Північної залазниці, також працював інструктором газети «Северянка». Навчався на робітничому факультеті.
У вересні 1935 — листопаді 1939 року — студент Московського електромеханічного інституту інженерів транспорту, здобув спеціальність інженера залізничного транспорту. Закінчив інститут без захисту диплома.
Член ВКП(б) з березня 1939 року.
У листопаді 1939 — липні 1941 року — слухач Вищої партійної школи при ЦК ВКП(б).
У 1941—1944 роках — літературний співробітник, заступник начальника декількох відділів, начальник відділу агітації і пропаганди, член Комітету із радіофікації і радіомовлення при РНК СРСР. Вів пропагандистське мовлення німецькою.
З червня по серпень 1944 року — інструктор, з серпня 1944 по листопад 1945 року — завідувач сектору Управління агітації і пропаганди ЦК ВКП(б). З 12 листопада 1945 року — заступник завідувача відділу Управління агітації і пропаганди ЦК ВКП(б).
З лютого 1948 року — член редакційної колегії газети «Культура и жизнь».
У липні 1948 — липні 1953 року — завідувач сектору центральних газет відділу пропаганди та агітації ЦК ВКП(б).
27 липня 1953 — 23 січня 1954 року — заступник завідувача відділу пропаганди та агітації ЦК КПРС.
23 січня 1954 — 17 жовтня 1964 року — помічник 1-го секретаря ЦК КПРС Микити Хрущова з питань культури, літератури, театру.
З жовтня 1964 року — на пенсії. У 1964 — 12 січня 1966 року — молодший редактор «Політвидаву» в Москві.
Помер 12 січня 1966 року в Москві. Похований на Ваганьковському цвинтарі.

## Нагороди
- орден Трудового Червоного Прапора (1962)
- орден «Знак Пошани» (1945)
- медалі
- Ленінська премія (1960) — за участь у створенні книги «Віч-на-віч з Америкою» (про поїздку Микити Хрущова в США).[1].